# 列星頓 (堪薩斯州)
列星頓（英語：Lexington）為位在美國堪薩斯州克拉克縣的非建制地區。

## 歷史
列星頓的郵政局於1880年代設立，直到1927年結束營運。